# Elateia
Elateia (in greco Ελάτεια?) è un ex comune della Grecia nella periferia della Grecia Centrale (unità periferica della Ftiotide) con 5 636 abitanti secondo i dati del censimento 2001.
È stato soppresso a seguito della riforma amministrativa, detta Programma Callicrate, in vigore dal gennaio 2011 ed è ora compreso nel comune di Amflikeia-Elateia.

## Storia
La città occupava una posizione fondamentale per l'accesso al sud della Grecia; venne incendiata dai Persiani durante la seconda guerra persiana e conquistata dai Macedoni nel 338 a.C. e dai Romani nel 198 a.C.